# Perrunichthys perruno
Genre
Espèce
Le poisson-chat léopard (Perrunichthys perruno) est une espèce de poissons d'eau douce originaire d'Amérique du Sud. C'est la seule de son genre Perrunichthys (monotypique).
Dépourvu d'écailles, il doit son nom à sa peau tachetée.